# Orthopodomyia andamanensis
Orthopodomyia andamanensis är en tvåvingeart som beskrevs av Philip James Barraud 1934. Orthopodomyia andamanensis ingår i släktet Orthopodomyia och familjen stickmyggor. Inga underarter finns listade i Catalogue of Life.